# Barbara Kożusznik
Barbara Kożusznik (ur. 12 listopada 1951 w Katowicach) – polska psycholożka, profesor nauk humanistycznych na Wydziale Nauk Społecznych Uniwersytetu Śląskiego w Katowicach, radna miasta Katowice.

## Życiorys
W 1975 roku ukończyła z wyróżnieniem studia psychologiczne na Wydziale Nauk Społecznych Uniwersytetu Śląskiego w Katowicach i zaczęła pracę na Wydziale Pedagogiki i Psychologii (od 2019 roku w Wydziale Nauk Społecznych) tejże uczelni. W 1981 roku otrzymała tytuł doktora nauk humanistycznych, nadany na podstawie pracy „Styl kierowania a stosunek pracowników do innowacji”, której promotorką była prof. Zofia Ratajczak. W latach 1991–1995 była wykładowczynią na Śląskiej Międzynarodowej Szkoły Handlowej, a w latach 1992–1994 na Centre de Formation de la Profession Bancaire w Paryżu. 
W 1997 roku uzyskała habilitację na Katolickim Uniwersytecie Lubelskim Jana Pawła II. W latach 2005–2008 na Uniwersytecie Śląskim w Katowicach pełniła funkcję Prorektora ds. Współpracy i Promocji, a w latach 2008–2012 Prorektora ds. Studenckich, Promocji i Współpracy z Zagranicą. 8 czerwca 2006 roku otrzymała tytuł profesora nauk humanistycznych.
W latach 2006–2010 była radną Rady Miasta Katowice. Wybrana została z list Komitetu Wyborczego Wyborców „Forum Samorządowe i Piotr Uszok” z okręgu nr 5, zdobywając 862 głosy.
W 2022 roku została wybrana prezesem Alliance for Organizational Psychology. Z okazji 50-lecia Wydziału Nauk Społecznych Uniwersytetu Śląskiego w Katowicach 10 października 2023 roku otrzymała tytuł Profesora Honorowego Uniwersytetu Śląskiego.

## Działalność naukowa
Jest profesorem psychologii pracy i organizacji oraz dyrektorem Interdyscyplinarnego Centrum Rozwoju Kadr na Uniwersytecie Śląskim w Katowicach. Związana jest z Instytutem Psychologii na Wydziale Nauk Społecznych Uniwersytetu Śląskiego w Katowicach. 
Jej zainteresowania naukowe obejmują tematykę badania i doskonalenia zespołów pracowniczych, wpływu społecznego w organizacji i badania kompetencji pracowniczych.

## Wybrane publikacje
- Barbara Kożusznik, Człowiek i zespół: psychologiczna problematyka autonomii i uczestnictwa, wyd. 1, Prace naukowe Uniwersytetu Śla̜skiego w Katowicach Seria Psychologia nr 1308, Katowice: Uniwersytet Śla̜ski, 1992, s. 144, ISBN 978-83-226-0462-5 (pol.).
- Barbara Kożusznik, Podmiotowość zespołu pracowniczego w organizacji, Prace Naukowe Uniwersytetu Śląskiego w Katowicach nr 1560, Katowice: Wydawnictwo Uniwersytetu Śląskiego, 1996, s. 132, ISBN 978-83-226-0670-4 (pol.).
- Marek Adamiec, Barbara Kożusznik, Zarządzanie zasobami ludzkimi: aktor - kreator - inspirator, Akademia Biznesu, Kraków: "Akade", 2000, s. 294, ISBN 978-83-7287-000-1 (pol.).
- Marek Adamiec, Barbara Kożusznik, Sztuka zarządzania sobą, Kariera Menedżera, Warszawa: Polskie Wydawnictwo Ekonomiczne, 2001, s. 319, ISBN 978-83-208-1341-8 (pol.).
- Barbara Kożusznik, Psychologia zespołu pracowniczego: doskonalenie efektywności, wyd. 2, Podręczniki i Skrypty Uniwersytetu Śląskiego w Katowicach nr 2, Katowice: Wydawnictwo Uniwersytetu Śląskiego, 2002, s. 214, ISBN 978-83-226-1177-7 [dostęp 2025-03-03] (pol.).
- Barbara Kożusznik, Wpływ społeczny w organizacji, Warszawa: Polskie Wydawnictwo Ekonomiczne, 2005, s. 220, ISBN 978-83-208-1588-7 (pol.).
- Barbara Kożusznik, Zachowania człowieka w organizacji, wyd. 4, Warszawa: Polskie Wydawnictwo Ekonomiczne, 2014, s. 318, ISBN 978-83-208-2100-0 [dostęp 2025-03-03] (pol.).

Źródło:

## Nagrody i odznaczenia
- Medal Komisji Edukacji Narodowej (2000)[2]
- Złota Odznaka za zasługi dla Uniwersytetu Śląskiego (2008)[2]
- Fellow International Association of Applied Psychology (2014)[2]